# Belarusfilm
Belarusfilm (en bielorruso: Беларусьфільм, en ruso: Беларусьфильм) son unos estudios de cine bielorrusos con sede en Minsk. Fundados en 1924, durante la era soviética, Belarusfilm son en la actualidad los estudios cinematográficos más grandes del país y el motor de la industria del cine bielorruso. La mayor parte de la producción cinematográfica fue filmada en ruso, en lugar de bielorruso.

## Historia
El 17 de diciembre de 1924 el gobierno de la República Socialista Soviética de Bielorrusia fundó los estudios de cine Bieldziaržkino (o Belgoskino), fecha que ha pasado a ser, también, la del nacimiento del propio cine bielorruso. La empresa tuvo que ser trasladada temporalmente a Leningrado, pero regresó a Minsk en 1939. La producción cinematográfica fue interrumpida por la Segunda Guerra Mundial, y se reinició en 1946, cuando el estudio asumió su nombre actual. 
En la época soviética, el estudio fue apodado Partizanfilm, debido a la gran producción de películas que retrataban la lucha del partisano soviético contra la ocupación nazi. El estudio fue, sin embargo, también notable por la producción de películas infantiles de animación. Hasta la fecha se han filmado en Belarusfilm 131 películas de animación.
Su primer proyecto fue una coproducción con Soyuzmultfilm en 1973, llamada Vasia Buślik i jaho siabry (Вася Бусьлік і яго сябры, «Vasia Buślik y sus amigos»). Belarusfilm es también coorganizador del festival de cine Listapad celebrado en Minsk cada año en noviembre.